# Championnat de France de rugby à XV 1920-1921
Navigation
1919-1920 1921-1922
La 25e édition du championnat de France de rugby à XV de première série 1920-1921 est organisé par la première fois par la Fédération française de rugby (FFR). 
Cette saison là, c'est l'US Perpignan qui vainc le Stade toulousain en finale pour s'offrir son premier bouclier de Brennus.

## Contexte

### En Europe
C'est l'Angleterre qui remporte le tournoi des cinq nations en Grand Chelem et la France se hisse, pour la première fois, à la seconde place ex aequo avec le Pays de Galles.

### En France
Le Championnat de France de 2° série est remporté par le Stade hendayais en battant Lancey sports (Villard-Bonnot) à Narbonne 6 à 0.
Le Championnat de France de 3° série est attribué les White-Devils de Perpignan en vainquant le Gallia club de Toulouse (17-0) aux Ponts-Jumeaux à Toulouse.
Le Championnat de France de 4° série est décerné à l'Union sportive montréjeaulaise face au Réveil Basco-béarnais au Stade de Colombes (8 à 3).
Le Championnat de France de première série des équipes secondes est gagné par l'US Perpignan battant le Racing CF 21 à 0, à Perpignan le 3 avril 1921.
Le Championnat de France de première série des équipes troisièmes est remporté par le FC Grenoble.
Le Championnat de France de première série des équipes quatrièmes est décerné au Stade français.

## Organisation

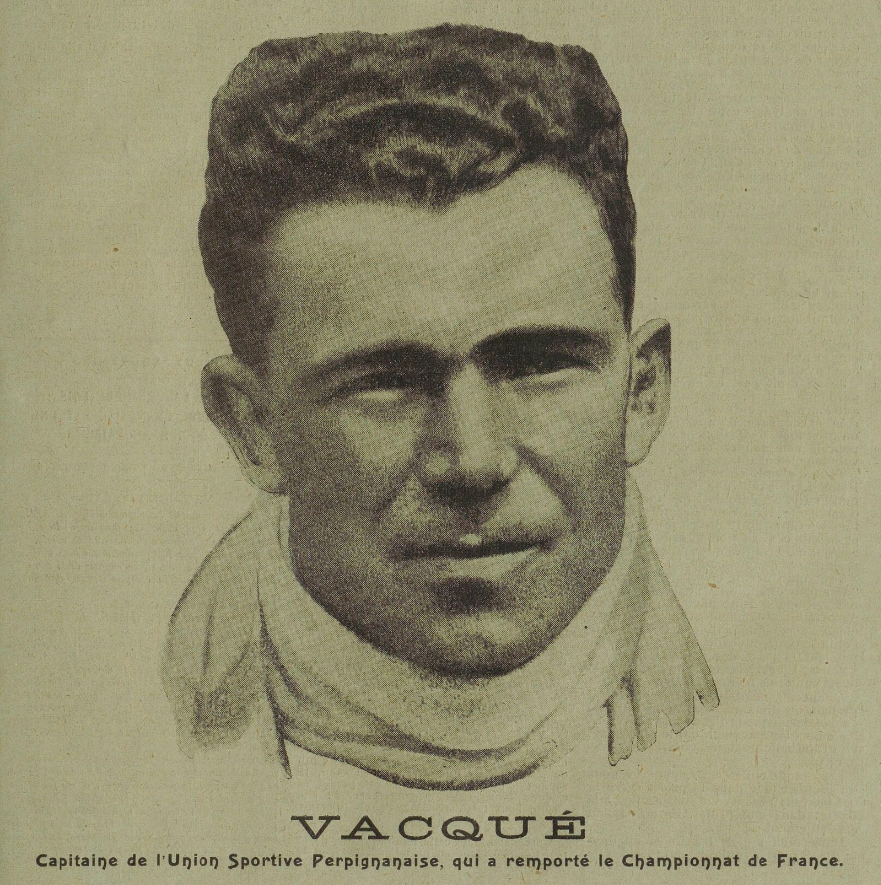
Une de couverture du 23 avril 1921 de Rugby : journal illustré publiant L'Officiel de la Fédération française de Rugby représentant le capitaine, Fernand Vaquer, champion de France 1921.

Le championnat de France fut fondé en 1892 par l'Union des sociétés françaises de sports athlétiques (USFSA) et occupe d'organiser le rugby français et l'équipe de France jusqu'en 1919.
Après la première guerre mondiale, les membres de l'USFSA sont divisées entres les pro et les anti USFSA. Malgré les divisions, le 13 mai 1919 voit la création d'une nouvelle entité d'organisation du rugby français : le Comité central d'organisation du rugby prenant le nom de FFR le 11 octobre 1919.
Durant ces discussions, il est convenu que l'USFSA organise, pour la dernière fois, le championnat 1919-1920 et l'année suivante à la FFR de prendre le relais.

#### Calendrier du Championnat prévu
Selon la revue du 15 janvier 1921, la FFR organise le championnat 1920-1921 de la manière suivante :

##### Préparatoire

###### Premier tour au 22 décembre 1920
• Match I : Nord contre Champagne en Champagne (pas disputé).

###### Second tour au 2 janvier 1921
• Match II : Franche-Comté bat Picardie en Picardie.
• Match III : Lorraine bat Vainqueur I, par forfait.
• Match IV : Bourgogne bat Centre à Chalon-sur-Saône.
• Match V : Beauce et Maine bat Basse-Normandie au Mans.

###### Dernier tour au 16 janvier 1921
• Match VI : Lyonnais II contre Littoral en Littoral.
• Match VII : Vainqueur II contre Vainqueur III, chez Vainqueur II.
• Match VIII : Limousin contre Vainqueur IV, chez Vainqueur IV.
• Match IX : Touraine contre Vainqueur V, en Touraine.

##### Éliminatoire

###### Premier tour au 6 février 1921
• Match X : Armagnac-Bigorre contre Charentes I, en Charentes.
• Match XI : Côte d'Argent contre Haute-Normandie, en Côte d'Argent.
• Match XII : Paris I contre Lyon I, à Lyon.
• Match XIII : Pyrénées II contre Périgord II, en Pyrénées.
• Match XIV : Languegoc I contre Vainqueur IV, chez Vainqueur IV.
• Match XV : Paris II contre Vainqueur VII, à Paris.
• Match XVI : Pyrénées I contre Vainqueur VIII, chez Vainqueur VIII.
• Match XVII : Côte Basque III contre Vainqueur IX, en Côte Basque.
• Match XVIII : Côte Basque I contre Périgord I, en Périgord.
• Match XIX : Alpes contre Languedoc II, en Languedoc.
• Match XX : Côte d'Argent I contre Atlantique, en Atlantique.
• Match XXI : Côte Basque II contre Charente II, en Côte Basque.

###### Dernier tour au 20 février 1921
Les vainqueurs de ces matchs sont qualifiés pour les poules des Championnats, qui se disputeront les 1er, 20 mars et 3 avril.
• Match XXII : Vainqueur X contre Vainqueur XI, chez Vainqueur X.
• Match XXIII : Vainqueur XII contre Vainqueur XIII, chez Vainqueur XII.
• Match XXIV : Vainqueur XIV contre Vainqueur XV, chez Vainqueur XIV.
• Match XXV : Vainqueur XVI contre Vainqueur XVII, chez Vainqueur XVI.
• Match XXVI : Vainqueur XVIII contre Vainqueur XIX, chez Vainqueur XVIII.
• Match XXVII : Vainqueur XX contre Vainqueur XXI, chez Vainqueur XX.

##### Poules Championnat
Poule A : 3 clubs.
Poule B : 3 clubs.

##### Finale
Vainqueur de la Poule A contre Poule B.

## Les Participants
Le championnat est ouvert aux meilleures équipes régionales, les comités les plus importants pouvant inscrire plusieurs clubs.
Voici les champions et les dauphins des championnats régionaux de la FFR qualifiés pour le Championnat de France :
| Comité           | Clubs                    |                  | Comité                   | Clubs |
| Alpes            | FC Grenoble Ch           | Haute-Normandie  | Le Havre AC Ch           |       |
| Atlantique       | Stade nantais UC Ch      | Languedoc        | US Perpignan Ch          |       |
| Armagnac-Bigorre | Stadoceste Tarbais T, Ch | Languedoc        | AS Béziers               |       |
| Beauce et Maine  | US du Berry Ch           | Limousin         | CA Brive Ch              |       |
| Bourgogne        | RC Chalon Ch             | Littoral         | RC Toulon Ch             |       |
| Centre           | CAS Clermont Ch          | Lorraine         | SU lorrain Ch            |       |
| Champagne        | Forfait.                 | Lyonnais         | FC de Lyon Ch            |       |
| Charentes        | US Cognac Ch             | Lyonnais         | AS Lyon                  |       |
| Charentes        | AS rochefortoise         | Paris            | Racing club de France Ch |       |
| Côte Basque      | Aviron bayonnais Ch      | Paris            | Olympique de Paris       |       |
| Côte Basque      | US Dax                   | Périgord-Agenais | CA Périgueux Ch          |       |
| Côte Basque      | AS bayonnaise 2e         | Périgord-Agenais | SU Agen                  |       |
| Côte d'Argent    | Stade bordelais UC Ch    | Pyrénées         | Stade toulousain Ch      |       |
| Côte d'Argent    | SA bordelais             | Pyrénées         | Stade saint-gaudinois    |       |
| Franche-Comté    | US belfortaine Ch        | Toraine Poitou   | Stade poitevin Ch        |       |

Ch : Champion régional.
T : Tenant du titre de Champion de France 1920.
2e : Tenant du titre de Champion de France de 2e série 1920.

## Préparatoire

### Premier tour
| Date           | Club (domicile) | Score | Club (extérieur) | Lieu             |
| -------------- | --------------- | ----- | ---------------- | ---------------- |
| 2 janvier 1921 | RC Chalon       | 9 - 3 | CAS Clermont     | Chalon-sur-Sâone |

### Second Tour
| Date            | Club (domicile) | Score    | Club (extérieur) | Lieu                                 |
| --------------- | --------------- | -------- | ---------------- | ------------------------------------ |
| 16 janvier 1921 | Stade poitevin  | 18 - 0   | US du Mans       | Terrain de la Pierre-Levée, Poitiers |
| 16 janvier 1921 | RC Chalon       | 0 - 8 ap | CA Brive         | Chalon-sur-Sâone                     |
| 16 janvier 1921 | US belfortaine  | 3 - 6    | SU lorrain       | Belfort                              |

### Troisième Tour
| Date            | Club (domicile) | Score | Club (extérieur) | Lieu                      |
| --------------- | --------------- | ----- | ---------------- | ------------------------- |
| 23 janvier 1921 | RC Toulon       | 6 - 0 | AS Lyon          | Stade Félix-Mayol, Toulon |

## Éliminatoire

### Premier tour
Le Premier tour du championnat de France commence au 6 février 1921.
| Date           | Club (domicile)       | Score  | Club (extérieur)      | Lieu                                   |
| -------------- | --------------------- | ------ | --------------------- | -------------------------------------- |
| 6 février 1921 | CA Périgueux          | 0 - 5  | Aviron bayonnais      | Parc des Izards, Périgueux             |
| 6 février 1921 | Stade nantais UC      | 0 - 3  | Stade bordelais UC    | Parc des sports, Nantes                |
| 6 février 1921 | AS Béziers            | 6 - 0  | FC Grenoble           | Parc des sports de Sauclières, Béziers |
| 6 février 1921 | FC de Lyon            | 0 - 22 | Racing club de France | Terrain de la route d'Heyrieux, Lyon   |
| 6 février 1921 | Olympique de Paris    | 21 - 3 | SU lorrain            | Stade Bergeyre, Paris                  |
| 6 février 1921 | US Cognac             | 0 - 20 | Stadoceste Tarbais T  | Parc des sports, Cognac                |
| 6 février 1921 | RC Toulon             | 5 - 24 | US Perpignan          | Stade Félix-Mayol, Toulon              |
| 6 février 1921 | Stade saint-gaudinois | 12 - 0 | SU Agen               | Stade du lac de Sède, Saint-Gaudens    |
| 6 février 1921 | AS Bayonne            | 8 - 0  | Stade poitevin        | Stade Joseph-Compan, Bayonne           |
| 6 février 1921 | US Dax                | 32 - 0 | SA Rochefortais       | Stade de Cuyès, Dax                    |
| 6 février 1921 | CA Brive              | 0 - 9  | Stade toulousain      | Stade de Lascamps, Brive-la-Gaillarde  |
| 6 février 1921 | SA Bordeaux           | 9 - 0  | Le Havre AC           | Stadium, Bordeaux                      |

### Second tour
Le Second tour du championnat de France se déroule le 20 février 1921 et un match est rejoué le 13 mars 1921.
| Date            | Club (domicile)       | Score      | Club (extérieur)      | Lieu                                     |
| --------------- | --------------------- | ---------- | --------------------- | ---------------------------------------- |
| 20 février 1921 | Stade bordelais UC    | 4 - 0      | US Dax                | Terrain de la route du Médoc, Le Bouscat |
| 20 février 1921 | Stadoceste Tarbais T  | 15 - 3     | SA Bordeaux           | Parc des sports de Sarouilles, Séméac    |
| 20 février 1921 | US Perpignan          | 12 - 0     | Olympique de Paris    | Stade de la route de Thuir, Perpignan    |
| 20 février 1921 | Stade toulousain      | 9 - 0      | AS bayonnaise         | Stade des Ponts-Jumeaux, Toulouse        |
| 20 février 1921 | Racing club de France | 6 - 0      | Stade saint-gaudinois | Stade de Colombes, Colombes              |
| 20 février 1921 | Aviron bayonnais      | 0 - 0 a.p. | AS Béziers            | Stade de Hardoy, Anglet                  |
| 13 mars 1921    | AS Béziers            | 0 - 6      | Aviron bayonnais      | Parc des sports de Sauclières, Béziers   |

## Poules demi-finale

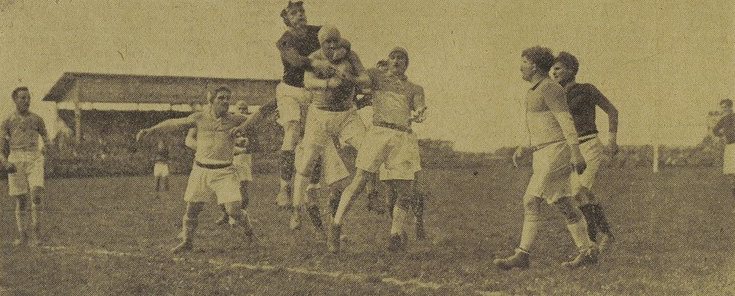
Stade toulousain - Aviron bayonnais du 3 avril.

Les poules demi-finale se déroulent entre le 13 mars et le 3 avril 1921.

#### Poule A

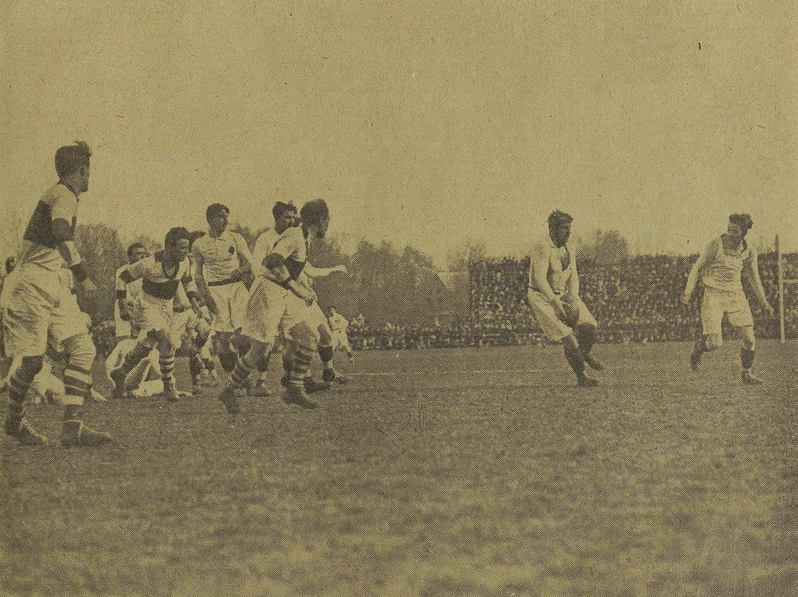
Racing CF - US Perpignan du 3 avril.

| N° | Club                 | Pts | J | G | N | D | Pm. | Pc. | Diff. |
| -- | -------------------- | --- | - | - | - | - | --- | --- | ----- |
| 1  | Stade toulousain     | 6   | 2 | 2 | 0 | 0 | 27  | 8   | 19    |
| 2  | Stadoceste Tarbais T | 3   | 2 | 1 | 0 | 1 | 9   | 12  | -3    |
| 3  | Aviron bayonnais     | 0   | 2 | 0 | 0 | 2 | 8   | 24  | -16   |

| Date         | Club (domicile)      | Score  | Club (extérieur)     | Lieu                                  |
| ------------ | -------------------- | ------ | -------------------- | ------------------------------------- |
| 13 mars 1921 | Stadoceste Tarbais T | 3 - 9  | Stade toulousain     | Parc des sports de Sarouilles, Séméac |
| 20 mars 1921 | Aviron bayonnais     | 3 - 6  | Stadoceste Tarbais T | Stade de Hardoy, Anglet               |
| 3 avril 1921 | Stade toulousain     | 18 - 5 | Aviron bayonnais     | Stade des Ponts-Jumeaux, Toulouse     |

#### Poule B
| N° | Club                  | Pts | J | G | N | D | Pm. | Pc. | Diff. |
| -- | --------------------- | --- | - | - | - | - | --- | --- | ----- |
| 1  | US Perpignan          | 6   | 2 | 2 | 0 | 0 | 20  | 3   | 17    |
| 2  | Racing club de France | 3   | 2 | 1 | 0 | 1 | 6   | 5   | 1     |
| 3  | Stade bordelais UC    | 0   | 2 | 0 | 0 | 2 | 0   | 18  | -18   |

| Date         | Club (domicile)       | Score  | Club (extérieur)      | Lieu                                     |
| ------------ | --------------------- | ------ | --------------------- | ---------------------------------------- |
| 13 mars 1921 | Stade bordelais UC    | 0 - 3  | Racing club de France | Terrain de la route du Médoc, Le Bouscat |
| 20 mars 1921 | US Perpignan          | 15 - 0 | Stade bordelais UC    | Stade de la route de Thuir, Perpignan    |
| 3 avril 1921 | Racing club de France | 3 - 5  | US Perpignan          | Stade de Colombes, Colombes              |

## Finale
Il s'agit de la première finale du Championnat de France à ce jouer sur le terrain de l'AS Béziers à Sauclières. C'est une foule de 15000 personnes qui sont venus voir les deux meilleures équipes de France de l'exercice 1920-1921.

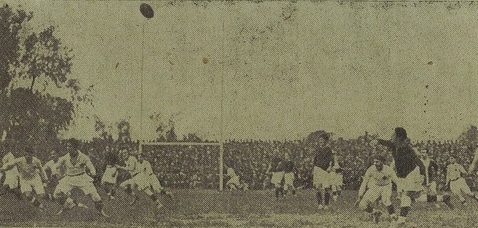
Longue passe de Philippe Struxiano au centre du terrain.

C'est le capitaine toulousain Struxiano qui donne le coup d'envoi de la rencontre. La première mi-temps est disputée entre les deux écuries. Les "sang et or" attaque mais Toulouse défend bien. Roger Ramis tente un drop mais sans succès. Bien que disputée, il y a une légère tendance pour Perpignan dans cette finale. Cependant, malgré de rudes efforts, le score reste vierge.
Lors de la seconde mi-temps, lors d'un sauvetage de la défense perpignanaise que les catalans remontent le terrain et sont poussés en touche. Joué rapidement par Joseph Barande faisant la passe à Fernand Duron marqueur de l'essai du match. Marmayou transforme ce dernier.
Le reste du match fut dominé par les toulousains qui sont en passe de marquer l'essai de l'égalisation en vain... Une dernière attaque est tenté par Baquey mais commet un en avant devant les lignes après avoir parcours 40m. 
Le Bouclier de Brennus retourne dans le Pays catalan pour la seconde fois (la première avec l'ancêtre de l'USP : l'AS Perpignan en 1914) et pour la première fois pour l'US Perpignan. On note par ailleurs que la revue officielle de la FFR indique que l'USP remporte son second bouclier compatibilisant celui de l'ASP.
| Finale 17 avril 1921 15h | US Perpignan                                          | 5 - 0 (0-0) | Stade toulousain | Parc des sports de Sauclières, Béziers 15 000 spectateurs Arbitre : Robert Dussaut |
| Finale 17 avril 1921 15h | Essai(s) : (1) Duron Transformation(s) : (1) Marmayou |             |                  | Parc des sports de Sauclières, Béziers 15 000 spectateurs Arbitre : Robert Dussaut |
| Finale 17 avril 1921 15h |                                                       |             |                  | Parc des sports de Sauclières, Béziers 15 000 spectateurs Arbitre : Robert Dussaut |

## Autour de la Finale
Le capitaine Fernand Vaquer a remporté en 1911 le titre de champion de France de 2e série avec l'AS Perpignan et remporte donc le Brennus avec l'USP.
Jean Larrieu fut champion de France 1920 avec le Stadoceste tarbais puis rejoint Toulouse l'année suivante terminant vice-champion 1921.

Francis Soubé a joué alors en équipe Possibles-Probables, puis sélectionné lors du match Nord-Sud et a disputé pour le Stade toulousain la finale de la Coupe de l'Espérance en 1917 perdue face au Stade nantais UC.